# 元景略
樂陵惠王元景略（489年—516年11月4日），名彦，字景略，以字行，河南郡洛阳县（今河南省洛阳市东）人，追尊魏景穆帝拓跋晃曾孙，镇北将军、乐陵密王元思誉长子，北魏宗室、官员。

## 生平
元景略在永平年间以世子的身份承袭为乐陵王，出任骁骑将军，延昌末年，升任持节、督豳州诸军事、冠军将军、豳州刺史，熙平元年岁次丙申九月乙丑朔廿四日戊子（516年11月4日），元景略在洛阳私人住宅中去世，虚岁二十八，朝廷追赠冠军将军、豫州刺史，赐予布帛四百匹，谥号惠王，熙平元年十一月十日（516年12月19日）葬于金陵。
　

## 家庭

### 曾祖
- 拓跋晃，北魏恭宗景穆皇帝[1]

### 祖父
- 拓跋胡儿，北魏侍中、乐陵王[1]

### 父亲
- 元思，北魏镇北将军、乐陵密王[1]

### 兄弟姐妹
- 元庆略，北魏散骑侍郎
- 元茂，北魏平南府功曹参军
- 元洪略，北魏恒农郡太守、中军将军、代理东雍州刺史
- 元子业，北魏平原郡太守

### 夫人
- 兰将，营州刺史、陵闵侯曾孙女，散骑常侍、□营二州刺史、寿阳简公孙女，赵平郡太守第二女[6]

### 子女
- 元霸，东魏钜鹿郡太守、乐陵王，北齐接受禅让后，爵位依例降低